# Odilo Globočnik
Odilo Globočnik (n. 21 aprilie 1904, Trieste, Austro-Ungaria – d. 31 mai 1945, Paternion⁠(d), Carintia, Austria) a fost un criminal austriac de război. El a fost un lider nazist și mai târziu SS. Ca asociat al lui Adolf Eichmann, el a avut un rol principal în operațiunea Reinhard, care a dus la uciderea a peste un milion de evrei polonezi, în timpul Holocaustului, în lagărele de exterminare naziste Majdanek, Treblinka, Sobibór și Bełżec. Istoricul Michael Allen l-a descris ca fiind „cel mai ticălos individ în cea mai ticăloasă organizație cunoscută vreodată”.

## Legături externe
- Odilo Globočnik at Jewish Virtual Library
- Globočnik and